# Método hipotético-deductivo

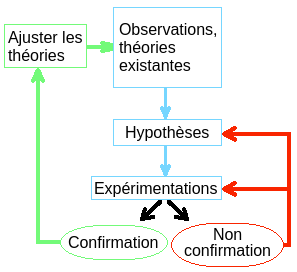
Diagrama simple de los pasos del método científico.

El método hipotético-deductivo es uno de los modelos para describir al método científico, basado en un ciclo inducción-deducción-inducción para establecer hipótesis y comprobar o refutarlas. Está compuesto por los siguientes pasos esenciales:
1. Observar el fenómeno a estudiar
2. Crear una hipótesis para explicar dicho fenómeno (inducción)
3. Deducir consecuencias o implicaciones más elementales de la propia hipótesis (deducción)
4. Comprobar o refutar los enunciados deducidos comparándolos con la experiencia (inducción)

Este método obliga al científico a combinar la reflexión racional o momento racional (la formación de hipótesis y la deducción) con la observación de la realidad o momento empírico (la observación y la verificación). Los pasos 1 y 4 requieren de la experiencia, es decir, es un proceso empírico; mientras que los pasos 2 y 3 son racionales. Por esto se puede afirmar que el método sigue un proceso inductivo (en la observación), deductivo (en el planteamiento de hipótesis y en sus deducciones), y vuelve a la inducción para su verificación. En el caso de que todas las variables puedan ser objeto de estudio, el último paso sería una inducción completa que daría paso a una ley universal. En caso contrario, la inducción es incompleta, y por lo tanto, la ley obtenida sería una ley probabilística.

## Origen y evolución
Tradicionalmente, a partir de las ideas de Francis Bacon, se consideró que la ciencia partía de la observación de hechos y que de esa observación repetida de fenómenos comparables, se extraían por inducción las leyes generales que los gobiernan. Se parte de plantear una hipótesis que se puede analizar deductiva o inductivamente.
Posteriormente, Karl Popper rechazó la posibilidad de elaborar leyes generales a partir de la inducción, y sostuvo que en realidad esas leyes generales son hipótesis formuladas por el científico, que utiliza el método inductivo de interpolación para, a partir de esas hipótesis de carácter general, elaborar predicciones de fenómenos individuales. En esta concepción del método científico es central la falsabilidad de las teorías científicas (esto es, la posibilidad de ser refutadas por la experimentación). En el método hipotético-deductivo, las teorías científicas nunca pueden considerarse verdaderas, sino a lo sumo «no refutadas»
Sin embargo, Mario Bunge ha señalado que la falsabilidad, o más bien, la refutabilidad, no puede ser el único sello de la cientificidad porque entonces: a) todas las teorías falsas deberían considerarse científicas, lo que es absurdo, b) no se podría exigir refutabilidad directa a las teorías de elevado nivel y c) la cientificidad supondría mucho más que la comprobabilidad. Pone como ejemplos para a) la astrología, refutada hace siglos sin que nunca fuera científica. Y para b) el que teorías tales como la teoría general de campos, la de los sistemas lineales, la teoría general del control y la teoría general de la información, son tan generales que por sí solas son incomprobables, aunque pueden hacerse indirectamente comprobables mediante su especificación.
En vez del criterio de Popper, Bunge propone 12 condiciones que debe cumplir cualquier campo de investigación científica fáctica para ser reconocida como tal. Todo campo de investigación que no cumpla las 12 condiciones es acientífico. Por otra parte, una protociencia es aquel campo que las satisface de manera aproximada, mientras que todo campo no científico, pero que se publicita como tal, es pseudocientífico.
Note que en lo siguiente se invierte el orden lógico del experimento y la teoría. En las ciencias actuales es requisito indispensable contrastar la hipótesis con la realidad (experimento, ensayo) antes de llegar a alguna conclusión finalizada.

## Ejemplos
A continuación, se describen las fases del método hipotético-deductivo para el problema de la órbita de Urano:
1. Observación: en el siglo XIX, los astrónomos Adams y Le Verrier descubrieron que el planeta Urano no seguía la órbita prevista por las leyes de Newton.
2. Hipótesis: tales irregularidades serían producidas por la atracción de otro planeta en una órbita exterior.
3. Deducción de consecuencias observables: Si existiera X planeta, debería tener Y masa y, debería encontrarse en Z punto en el cielo, y por tanto, con un telescopio se podría observar.
4. Experimento: el astrónomo Galle, que disponía de un potente telescopio, halló efectivamente el planeta supuesto al que llamaron Neptuno, por lo que la hipótesis resultó corroborada por la experiencia.